# Scilla lochiae
Scilla lochiae — це цибулинна багаторічна рослина з Кіпру, яка цвіте ранньою весною. Після цвітіння переходить у стан спокою до наступної весни. Він був названий на честь леді Лох, яка збирала його. Належить до Scilla sect. Chionodoxa.
Як і у всіх колишніх видів Chionodoxa, основи тичинок сплощені та щільно скупчені в середині квітки. В інших видів Scilla тичинки не сплюснуті та не зібрані разом.
S. lochiae є ендеміком гір Троодос на Кіпрі, де він цвіте в березні та квітні на вологих органічних ґрунтах у соснових лісах на високих висотах. Знайдений лише на невеликій території, він суворо охороняється Бернською конвенцією.
У нього порівняно небагато квіток у китиці, кожна приблизно 2.5 см у діаметрі. Квітки яскраво-сині, без білого кольору в основі листочок оцвітини, як у більшості інших колишніх видів Chionodoxa, хоча основи тичинок білі. На фотографіях, зроблених у дикій природі, видно, що квіти пониклі, а не випростані.